# Guy Lee Thys
Guy Lee Thys (nascut el 20 d'octubre de 1952) és un productor, director i guionista de cinema belga.
El 1981 Guy Lee Thys, el sobrenom del qual als mitjans belgues és "enfant terrible del cinema flamenc", va establir Skyline Films, rebatejada com a Fact & Fiction el 1992. La petita productora produeix producció moderada. llargmetratges de pressupost moderat de ficció i documentals. Fact & Fiction té la seu a Anvers, Bèlgica.

## Obres
- The Pencil Murders (també conegut com De Potloodmoorden, 1982)
- Cruel Horizon (aka Boat People, 1989)
- Shades, com a guionista i productor associat, protagonitzada per Mickey Rourke, dirigida per Eric Van Looy (1999)
- Kassablanka (2002), una història de Romeu i Julieta ambientada en un barri de classe obrera d'Anvers on s'enfronten musulmans i supremacistes blancs
- Suspect, emo-drama sobre víctimes falses de l'incest, estrenat el 2005
- The Box Collector (2008), com a guionista i productor associat, dirigida per John Daly, rodada a Winnipeg, Manitoba, l'estiu del 2007 al Canadà.
- Mixed Kebab (2012), la història sobre la relació gai entre un noi flamenc i un noi turc.